# Huntingdon (Tennessee)
Huntingdon è un comune degli Stati Uniti d'America, situato nello Stato del Tennessee, nella Contea di Carroll, della quale è il capoluogo.